# سان مارتین د اسکس
سان مارتین د اُسکُس دهستانی در استان آستوریاس اسپانیا است.
در این دهستان ۵۰۲ نفر زندگی می‌کنند. مساحت این دهستان ۶۶٫۵۶ کیلومتر مربع است.